# Чемпионат Европы по академической гребле 1913
Чемпионат Европы по академической гребле 1913 года проходил на канале Гент-Тернезен в бельгийском городе Гент. Соревнование было только среди мужчин и они соревновались в пяти классах лодок (M1x, M2x, M2+, M4+, M8+). Это был последний Чемпионат Европы по академической гребле до того, как ежегодная регата была прервана Первой мировой войной. Следующий чемпионат состоится лишь в 1920 году в Маконе.

## История
Это был первый раз, когда немецкая гребная Федерация отправила участников на Чемпионат Европы по академической гребле, и они сразу же добились успеха, выиграв в двух из пяти классов лодок (M1x and M8+). Соревнование одиночек превратилось в фарс, и судья дважды потребовал перезапуска. Итальянский гребец Джузеппе Синигалья и русский гребец Анатолий Переселенцев, представлявший Францию были дисквалифицированы. В конечном итоге Полидор Вейрман перевернулся, и немецкий гребец Фридрих Граф был единственным, кто достиг финишной черты.

## Медальный зачёт
| Дисциплина | Золото | Золото | Серебро | Серебро | Бронза | Бронза |
| ---------- | --- | ------ | --- | ------- | --- | ------ |
| Дисциплина | Страна и гребцы | Время  | Страна и гребцы | Время   | Страна и гребцы | Время  |
| M1x        | Германская Империя - Фридрих Граф |        | — |         | — |        |
| M2x        | Франция - Анри Эрман Барле - Анатолий Переселенцев |        | Италия - Джузеппе Синигалья - Нино Торласки |         | Германская Империя - Бернард фон Газа - Венцель Йостен |        |
| M2+        | Франция - Габриэль Пуа - Морис Поль Рене Монне-Бутон |        | Швейцария - Шарль Хольцман - Альфред Фельбер |         | Италия - Джорджо Джанолио - Франко Лайоло - Густаво Кантон (рулевой) |        |

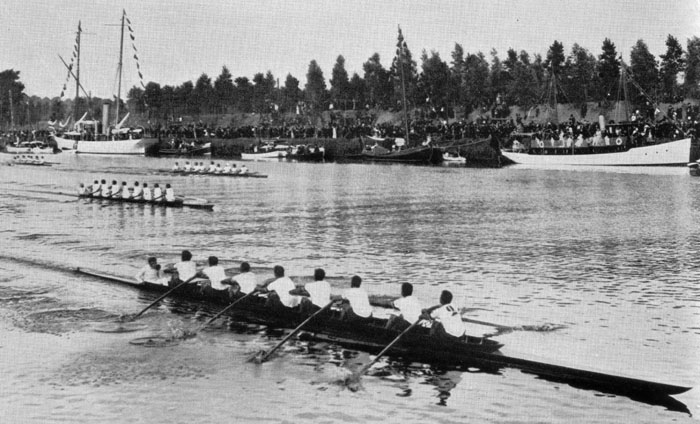
Немецкая восьмерка на пути к золоту в Генте

| M4+        | Швейцария - Ханс Вальтер - Макс Рудольф - Пауль Шмид - Вальтер Шёллер - Шарль Мур (рулевой) |        | Германская Империя - Вернер Фуртман - Макс Феттер - Оскар Кордес - Лоренц Айсмайер - Иоганн Баптист Штрохшниттер (рулевой)                      |         | Франция - Бодешон - Анри Эрман Барле - де Моленес - Мете |        |
| M8+        | Германская Империя - Вернер Фуртман - Йозеф Фремерсдорф - Рихард Пиц - Курт Георг Хофман - Оскар Кордес - Макс Феттер - Георг Эртель - Лоренц Айсмайер - Иоганн Баптист Штрохшниттер (рулевой) | 6:35   | Швейцария - Ханс Вальтер - Макс Рудольф - Пауль Шмид - Ф. Бон - Жорж Тома - Вильхельм Вальтер - Х. Штудер - Вальтер Шёллер - А. Вольф (рулевой) | 6:42    | Италия - Эмилио Лукка - Энрико Маринони - Этторе Лючиони - Джузеппе Синигалья - Франко Лайоло - Джорджо Джанолио - Нино Торласки - Альфредо Тарони - Плинио Урио (рулевой) | 6:46   |